# Bataille de Dhoulouiyah
Seconde guerre civile irakienne
La bataille de Dhoulouiyah a lieu lors de la seconde guerre civile irakienne. Le 13 juillet 2014, l'État islamique attaque la ville de Dhoulouiyah et en est repoussé le 30 décembre.

## Déroulement
Le 14 juin 2014, Dhoulouiyah avait subi une première attaque des djihadistes mais les assaillants avaient été repoussés par les forces irakiennes et la milice chiite Asaïb Ahl al-Haq.
Le 13 juillet 2014, l'État islamique et les tribus rebelles sunnites lancent une nouvelle offensive sur Dhoulouiyah. À l'aube, plusieurs centaines de combattants à bord de 50 à 60 véhicules font irruption dans la ville et prennent rapidement le contrôle de la mairie et de bâtiments administratifs. Au moins quatre policiers, deux rebelles sunnites et deux civils sont tués le premier jour. Le pont reliant Dhoulouiyah et Balad, sur le Tigre est détruit par les insurgés qui font aussi exploser plusieurs postes de police, un tribunal, et le siège du conseil municipal,. 
Les djihadistes se rendent rapidement maîtres de presque toute la ville, à l'exception du quartier Al-Joubour, au sud, tenu par des combattants tribaux sunnites et des membres des forces de sécurité. Le 14 juillet, les insurgés appellent les derniers défenseurs à se rendre et leur promettent d'épargner leurs vies s'ils déposent leurs armes, mais ces derniers refusent. L'assaut est alors lancé mais les combattants tribaux résistent.
Affrontements et escarmouches se poursuivent dans les mois qui suivent, le soir du 30 septembre cependant des centaines de djihadistes lancent un important assaut qui se poursuit jusque dans la nuit et s'achève le matin du 1er octobre. Cependant la tentative est un échec et les djihadistes laissent une cinquantaine de morts. Début octobre, les combattants tribaux loyalistes reprennent une partie de la ville.
En décembre, les forces irakiennes lancent une contre-offensive sur Dhoulouiyah par plusieurs axes. Le 28, 50 véhicules militaires entrent dans la ville par le quartier Al-Joubour tandis que d'autres forces font mouvement par le nord et s'emparent de l'aéroport. Le 30 décembre, les djihadistes abandonnent la ville qui est entièrement reconquise par les loyalistes,.
Les corps de plusieurs dizaines de combattants de l'État islamique tués sont enterrés dans une fosse commune.